# Nutjak
Nutjak egy középkori várrom Horvátországban, a Split-Dalmácia megyei Gardun határában. A tiljiek és garduniak egyszerűen csak Kuletinának nevezik.

## Fekvése
Triljtől 3 km-re délre, a Cetina jobb partja feletti sziklán a régi horvát Cetina megye és Poljica közötti történelmi határon találhatók romjai.

## Története
Nutjakot a 15. század végén Žarko Dražojević (1438-1508) poljicai kenéz építtette, hogy megvédje a Cetina folyótól nyugatra eső területeket a török behatolásoktól, de már a 16. század elején oszmán fennhatóság alá került. A moreai háborúban 1685-ben szabadult fel a török uralom alól. Ezután lebontották, később pedig nem építették újjá.

## A vár mai állapota
Az erőd főbejárata a nyugati védőfalon található, amely körülbelül 7 méter hosszúságban és 4 méter magasságban részben megőrződött. A vár belsejében egy kis udvar található, de az ott található számos helyiség rendeltetését a szakemberek még nem határozták meg. Az egész komplexumot egy nagy hengeres torony uralja, amely részben megmunkált kőtömbökből épült. A toronytól délre található teraszokon más épületek alapfalainak maradványai találhatók.
A várat régészeti szempontból részben feltárták, maradványait konzerválták. 2006 óta a trilji múzeum munkatársának Angela Tabaknak a vezetésével állagmegóvó régészeti feltárásokat folytatnak a területén. Ma délre, közvetlen közelében található az A1-es autópálya Cetina folyó felett átvezető hídja. A várhoz egy gyalogösvényen lehet felmenni, amely a negyedik kilométernél válik el a Trilj - Bisko úttól. A mászás mintegy 15 percet vesz igénybe.

## Fordítás
Ez a szócikk részben vagy egészben  a   Nutjak című horvát Wikipédia-szócikk ezen változatának fordításán alapul.  Az eredeti cikk szerkesztőit annak laptörténete sorolja fel. Ez a jelzés csupán a megfogalmazás eredetét és a szerzői jogokat jelzi, nem szolgál a cikkben szereplő információk forrásmegjelöléseként.